# Kozlačevke
Kozlačevke (lat. Araceae), biljna porodica iz reda Alismatales, razred Liliopsida ili jednosupnica. Zbog velikih listova i lijepih cvjetova mnoge se uzgajaju kao ukrasno sobno bilje.
Hrvatski naziv za rod Arum jer kozlac, po kojemu je nastao naziv za cijelu porodicu, Kozlačevke.
Vrste ove porodice raširene su po svim kontinentima. a u Hrvatskoj raste oko 11 vrsta, uglavnom one iz roda kozlaca, te po jedna iz roda lopara (Biarum); zmijinac (Calla);  kolokazija (Colocasia), poznata kao taro; zmijavičica (Dracunculus) i jedna iz roda zantedešija (Zantedeschia)

## Opis
Araceae u velika porodica cvjetnica u redu Alismatales koja obuhvaća više od 4000 vrsta u preko 140 rodova. Pripadnici Araceae prisutni su diljem svijeta, ali su najčešći u tropima. Porodica uključuje mnoge penjačice i zeljaste biljke, kao i ukorijenjene ili slobodno plutajuće vodeno bilje4. Kolokvijalno su poznati kao aroidi, članovi porodice uključuju brojne uobičajene sobne biljke i rezano cvijeće koje se koristi u cvjećarskoj industriji.

### Fizički opis
Vrste Araceae su jednosupnice, što znači da svaka njihova sjemenka ima jedan kotiledon (embrionalni list sjemena). Većina članova porodice ima lišće s jasnom peteljkom i proširenom oštricom koja nije karakteristična za jednosupnice. Lišće obično sadrži kalcijev oksalat, koji može formirati oštre kristale u obliku igle poznate kao rafidi.
Članovi porodice odlikuju se neobičnim cvatovima. Sitni cvjetovi su dvospolni ili jednospolni i gusto su zbijeni na općenito zadebljanom klasu poznatom kao spadiks. Ovo je pak obično popraćeno ili okruženo lisnatim ili mesnatim braktejem poznatim kao lopatica. Kod kultiviranog Anthuriuma, spadix se sastoji od dvospolnih cvjetova, dok se u “vudu ljiljana” (Amorphophallus konjac), spadiks sastoji od tri dijela: bazalnog dijela sa ženskim cvjetovima, središnjeg dijela s muškim cvjetovima i dugog sterilnog vrha koji proizvodi karakterističan miris trulog mesa nakon sazrijevanja.
Zanimljivo je da su brojne vrste termogene, što znači da mogu stvarati toplinu. Vrste kao što su pjegasti kozlac (Arum maculatum) i Amorphophallus titanum mogu zagrijati svoje cvatove tijekom cvatnje i mogu održavati temperature više od i neovisne o temperaturi okoline. To se postiže specijaliziranim putem mitohondrija unutar stanica. Smatra se da ova sposobnost može zaštititi od oštećenja tkiva u hladnim regijama i pomaže privlačenju oprašivača. Mnoge od ovih biljaka također ispuštaju smrdljiv miris, koji, zajedno s toplinom, oponaša trulo životinjsko meso kako bi privukli strvine, mušice i druge insekte za oprašivanje.

## Vrste u Hrvatskoj
1. Arisarum vulgare O.Targ.Tozz.;  obična kozličina
2. Arum cylindraceum Gasp., valjkasti kozlac
3. Arum italicum Mill.; talijanski kozlac, veliki kozlac
4. Arum maculatum L.; obični, pjegavi ili pjegasti kozlac
5. Arum nigrum Schott crni kozlac,
6. Arum orientale M.Bieb.; istočnjački kozlac
7. Biarum tenuifolium (L.) Schott tankolisni lopar
8. Calla palustris L., močvarni zmijinac, kritično ugrožena
9. Colocasia esculenta (L.) Schott; taro
10. Dracunculus vulgaris Schott; obična zmijavičica
11. Zantedeschia aethiopica (L.) Spreng.

## Potporodice i rodovi
1. Familia Araceae Juss. (4309 spp.)
  1. Subfamilia Gymnostachydoideae Bogner & Nicolson
    1. Gymnostachys R. Br. (1 sp.)

  2. Subfamilia Orontioideae R. Br. ex Müll. Berol.
    1. Tribus Orontieae Dumort.
      1. Orontium L. (1 sp.)

    2. Tribus Symplocarpeae Engl.
      1. Lysichiton Schott (2 spp.)
      2. Symplocarpus Salisb. ex Barton (5 spp.)

  3. Subfamilia Lemnoideae Bab.
    1. Spirodela Schleid. (2 spp.)
    2. Landoltia Les & D. J. Crawford (1 sp.)
    3. Lemna L. (13 spp.)
    4. Wolffiella Hegelm. (10 spp.)
    5. Wolffia Horkel ex Schleid. (11 spp.)

  4. Subfamilia Pothoideae Engl.
    1. Tribus Anthericeae Bartl.
      1. Anthurium Schott (1198 spp.)

    2. Tribus Potheae Bartl.
      1. Pothos L. (69 spp.)
      2. Pothoidium Schott (1 sp.)

  5. Subfamilia Monsteroideae Engl.
    1. Tribus Heteropsideae Engl.
      1. Stenospermation Schott (55 spp.)
      2. Heteropsis Kunth (20 spp.)

    2. Tribus Anadendreae Bogner & J. C. French
      1. Anadendrum Schott (15 spp.)

    3. Tribus Monstereae Engl.
      1. Alloschemone Schott (2 spp.)
      2. Rhodospatha Poepp. & Endl. (34 spp.)
      3. Holochlamys Engl. (1 sp.)
      4. Spathiphyllum Schott (55 spp.)
      5. Rhaphidophora Hassk. (99 spp.)
      6. Scindapsus Schott (37 spp.)
      7. Monstera Adans. (62 spp.)
      8. Amydrium Schott (5 spp.)
      9. Epipremnum Schott (16 spp.)

  6. Subfamilia Lasioideae Engl.
    1. Urospatha Schott (13 spp.)
    2. Dracontium L. (28 spp.)
    3. Dracontioides Engl. (2 spp.)
    4. Anaphyllopsis A. Hay (3 spp.)
    5. Podolasia N. E. Br. (1 sp.)
    6. Lasia Lour. (2 spp.)
    7. Cyrtosperma Griff. (13 spp.)
    8. Pycnospatha Thorel ex Gagnep. (2 spp.)
    9. Lasimorpha Schott (1 sp.)
    10. Anaphyllum Schott (2 spp.)

  7. Subfamilia Zamioculcadoideae Bogner & Hesse
    1. Stylochaeton Lepr. (20 spp.)
    2. Zamioculcas Schott (1 sp.)
    3. Gonatopus Hook. fil. ex Engl. (5 spp.)

  8. Subfamilia Aroideae Arn.
    1. Tribus Callopsideae Engl.
      1. Callopsis Engl. (1 sp.)

    2. Tribus Anubiadeae Engl.
      1. Anubias Schott (8 spp.)

    3. Tribus Culcasieae Engl.
      1. Cercestis Schott (9 spp.)
      2. Culcasia P. Beauv. (29 spp.)

    4. Tribus Philodendreae Schott
      1. Philodendron Schott (584 spp.)
      2. Thaumatophyllum Schott (21 spp.)

    5. Tribus Homalomeneae M. Hotta
      1. Furtadoa M. Hotta (3 spp.)
      2. Adelonema Schott (16 spp.)
      3. Homalomena Schott (159 spp.)

    6. Tribus Aglaonemateae Engl.
      1. Aglaonema Schott (24 spp.)
      2. Aglaodorum Schott (1 sp.)

    7. Tribus Nephthytideae Engl.
      1. Nephthytis Schott (6 spp.)
      2. Pseudohydrosme Engl. (4 spp.)
      3. Anchomanes Schott (6 spp.)

    8. Tribus Zantedeschieae Engl.
      1. Zantedeschia Spreng. (8 spp.)

    9. Tribus Spathicarpeae Schott
      1. Lorenzia E. G. Gonç. (1 sp.)
      2. Bognera Mayo & Nicolson (1 sp.)
      3. Gearum N. E. Br. (1 sp.)
      4. Synandrospadix Engl. (1 sp.)
      5. Croatiella E. G. Gonç. (1 sp.)
      6. Spathicarpa Hook. (4 spp.)
      7. Taccarum Brongn. ex Schott (5 spp.)
      8. Asterostigma Fisch. & C. A. Mey. (10 spp.)
      9. Dieffenbachia Schott (64 spp.)
      10. Mangonia Schott (2 spp.)
      11. Incarum E. G. Gonç. (1 sp.)
      12. Spathantheum Schott (1 sp.)
      13. Gorgonidium Schott (8 spp.)

    10. Tribus Montrichardieae Engl.
      1. Montrichardia Crueg. (2 spp.)

    11. Tribus Philonotieae S. Y. Wong & P. C. Boyce
      1. Philonotion Schott (3 spp.)

    12. Tribus Cryptocoryneae Blume
      1. Lagenandra Dalzell (18 spp.)
      2. Cryptocoryne Fisch. ex Rchb. (70 spp.)

    13. Tribus Schismatoglottideae Nakai
      1. Apoballis Schott (12 spp.)
      2. Pichinia S. Y. Wong & P. C. Boyce (1 sp.)
      3. Piptospatha N. E. Br. (4 spp.)
      4. Schottariella P. C. Boyce & S. Y. Wong (1 sp.)
      5. Nabalu S. Y. Wong & P. C. Boyce (1 sp.)
      6. Bidayuha S. Y. Wong & P. C. Boyce (1 sp.)
      7. Schottarum P. C. Boyce & S. Y. Wong (2 spp.)
      8. Gosong S. Y. Wong & P. C. Boyce (1 sp.)
      9. Vesta S. Y. Wong (1 sp.)
      10. Bakoa P. C. Boyce & S. Y. Wong (1 sp.)
      11. Bakoaella S. Y. Wong & P. C. Boyce (2 spp.)
      12. Ooia S. Y. Wong & P. C. Boyce (10 spp.)
      13. Gamogyne N. E. Br. (6 spp.)
      14. Rhynchopyle Engl. (5 spp.)
      15. Hottarum Bogner & Nicolson (1 sp.)
      16. Kiewia S. Y. Wong & P. C. Boyce (3 spp.)
      17. Bucephalandra Schott (29 spp.)
      18. Phymatarum M. Hotta (1 sp.)
      19. Burttianthus S. Y. Wong, S. L. Low & P. C. Boyce (7 spp.)
      20. Toga S. Y. Wong, S. L. Low & P. C. Boyce (6 spp.)
      21. Heteroaridarum M. Hotta (3 spp.)
      22. Aridarum Ridl. (5 spp.)
      23. Tawaia S. Y. Wong, S. L. Low & P. C. Boyce (1 sp.)
      24. Pursegloveia S. Y. Wong, S. L. Low & P. C. Boyce (7 spp.)
      25. Naiadia S. Y. Wong, S. L. Low & P. C. Boyce (1 sp.)
      26. Hera S. Y. Wong, S. L. Low & P. C. Boyce (1 sp.)
      27. Fenestratarum P. C. Boyce & S. Y. Wong (2 spp.)
      28. Galantharum P. C. Boyce & S. Y. Wong (1 sp.)
      29. Schismatoglottis Zoll. & Moritzi (153 spp.)
      30. Colobogynium Schott (1 sp.)

    14. Tribus Calleae Bartl.
      1. Calla L. (1 sp.)

    15. Tribus Thomsonieae Blume
      1. Amorphophallus Blume (243 spp.)

    16. Tribus Caladieae Schott
      1. Jasarum G. S. Bunting (1 sp.)
      2. Hapaline Schott (9 spp.)
      3. Caladium Vent. (20 spp.)
      4. Syngonium Schott (40 spp.)
      5. Filarum Nicolson (1 sp.)
      6. Ulearum Engl. (2 spp.)
      7. Chlorospatha Engl. (70 spp.)
      8. Xanthosoma Schott (205 spp.)
      9. Scaphispatha Brongn. ex Schott (2 spp.)
      10. Idimanthus E. G. Gonç. (1 sp.)
      11. Zomicarpa Schott (3 spp.)
      12. Zomicarpella N. E. Br. (2 spp.)

    17. Tribus Ambrosineae Schott
      1. Ambrosina Bassi (1 sp.)

    18. Tribus Arisareae Dumort.
      1. Arisarum Mill. (3 spp.)

    19. Tribus Typhonodoreae Engl.
      1. Typhonodorum Schott (1 sp.)

    20. Tribus Peltandreae Engl.
      1. Peltandra Raf. (2 spp.)

    21. Tribus Arophyteae A. Lemée ex Bogner
      1. Arophyton Jum. (7 spp.)
      2. Colletogyne Buchet (1 sp.)
      3. Carlephyton Jum. (4 spp.)

    22. Tribus Protareae Engl.
      1. Protarum Engl. (1 sp.)

    23. Tribus Pistieae Lecoq & Juill.
      1. Pistia L. (1 sp.)

    24. Tribus Colocasieae Brongn.
      1. Englerarum Nauheimer & P. C. Boyce (1 sp.)
      2. Ariopsis Nimmo (3 spp.)
      3. Colocasia Schott (17 spp.)
      4. Remusatia Schott (4 spp.)
      5. Steudnera K. Koch (10 spp.)
      6. Leucocasia Schott (2 spp.)
      7. Alocasia (Schott) G. Don (90 spp.)
      8. Vietnamocasia N. S. Lý, S. Y. Wong & P. C. Boyce (1 sp.)

    25. Tribus Arisaemateae Nakai
      1. Pinellia Ten. (11 spp.)
      2. Arisaema Mart. (208 spp.)

    26. Tribus Areae R. Br. ex Duby
      1. Theriophonum Blume (7 spp.)
      2. Typhonium Schott (91 spp.)
      3. Sauromatum Schott (13 spp.)
      4. Eminium (Blume) Schott (9 spp.)
      5. Helicodiceros Schott (1 sp.)
      6. Biarum Schott (23 spp.)
      7. Dracunculus Mill. (2 spp.)
      8. Arum L. (29 spp.)

## Vanjske poveznice
- International Aroid Society, The Genera of Araceae
- Flora of China
- Flora of Mozambique, Araceae